# Konrad Hofmann
Konrad Hofmann (født 14. november 1819 i Kloster Banz ved Bamberg, død 30 september 1890 i Waging am See) var en tysk filolog.
Hofmann blev 1853 ekstraordinær, 1856 ordentlig professor i oldtysk og (efter 1869) romansk filologi ved Münchens Universitet. I en række mindre afhandlinger behandlede han forskellige sider af sit omfattende fag, navnlig tekstkritiske undersøgelser.